# Ерато (цариця Вірменії)
Ерато (вірм. Էրատո) — цариця  Великої Вірменії, остання з роду  Арташесідів, дочка Тиграна, єдинокровна сестра і дружина  Тиграна IV.

## Походження  імені
Ерато  є ім'ям давньогрецького походження, що означає "бажаний" або "прекрасний". В давньогрецькій міфології Ерато була однією з муз. Також це ім'я пов'язують з Еросом - грецьким Богом кохання, бо вони обидва походять від одного й того ж кореня.

## Дитинство та родина
Ерато народилася і виросла в Римі (де її батько жив і перебував у вигнанні в період з 30-20 до н.е.) та у Великій Вірменії, протягом часу правління її батька з 20 по 10 роки до н.е. Ким була її мати - невідомо.
Ерато вийшла заміж за свого  єдинокровного брата  Тіграна IV, який став царем Вірменії в  8 році до н. е. Державою вони правили разом.

## Правління
В  5 році до н. е. римляни позбавили трону Тиграна IV і Ерато та призначили царем  Артавазда III, який перебував у них у полоні, але протримати його на троні змогли лише три роки. Після скоєного перевороту на престол знову зійшли Тигран IV і Ерато. Однак незабаром Тигран IV був убитий в бою проти горців, які прийшли з півночі і напали на Вірменію. Після його смерті в 1 році Ерато відмовилася від трону.
За деякими даними, Ерато знову стала царицею Великої Вірменії в  6 -  12 ( 11) роках. 
Після її смерті династія Арташесідів закінчила своє існування. 

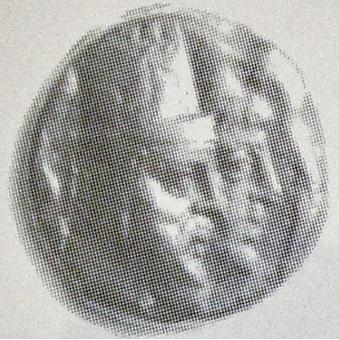
Монета, на якій зображені Тигран IV та Ерато. 2 р. до н.е.-1 р. н. е.